# Lőkösháza
Lőkösháza là một thị trấn thuộc hạt Békés, Hungary. Thị trấn này có diện tích 52,02 km², dân số năm 2010 là 1812 người, mật độ 35 người/km².